# مضيق بونيفاسيو
مضيق بونيفاسيو (بالفرنسية: Bouches de Bonifacio)‏ (بالإيطالية: Bocche di Bonifacio)‏ يقع المضيق بين جزيرة كورسيكا الفرنسية وجزيرة سردينيا الإيطالية. سمي على أسم مدينة بونيفاسيو الساحلية الكورسيكية. ويفصل البحر التيراني عن غرب البحر الأبيض المتوسط، ويبلغ عرضه 11 كم (6.8 ميل)، وأقصى عمق 100 متر (330 قدم). يخشى البحارة المضيق بسبب الظروف الجوية السيئة والتيارات البحرية وكذلك المياه الضحلة، وغيرها من العوائق.

## معرض الصور

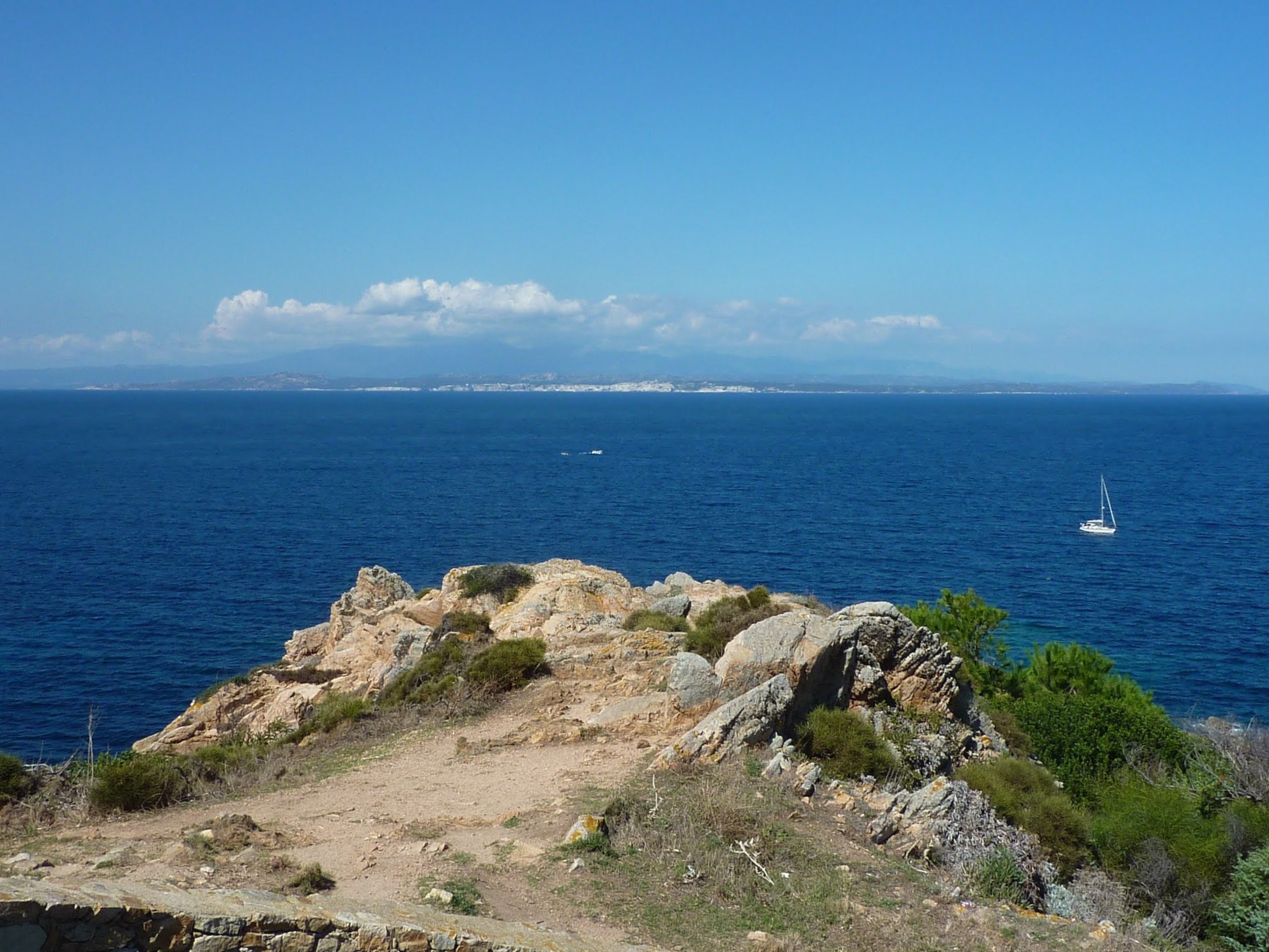
المضيق كما يُراه من سانتا تيريزا دي غالورا في سردينيا، كورسيكا في الخلفية.

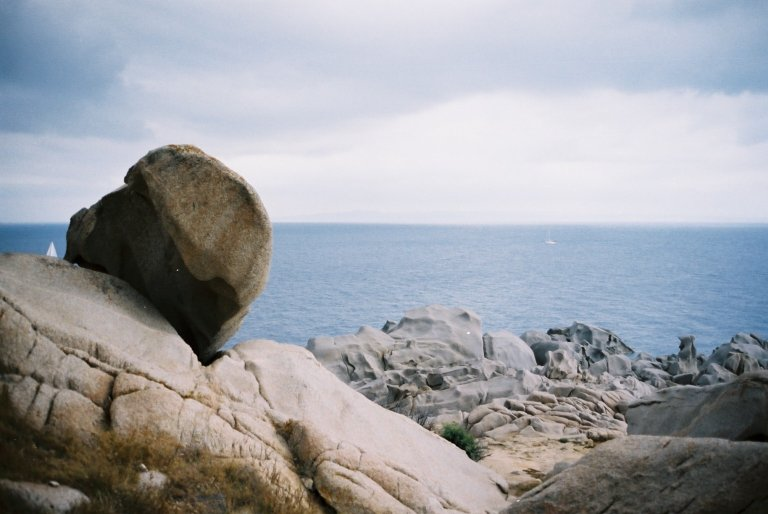
المضيق كما يُرى من أقصى شمال سردينيا، الساحل الجنوبي لكورسيكا يُظهر بصورة ضعيفة بالكاد.

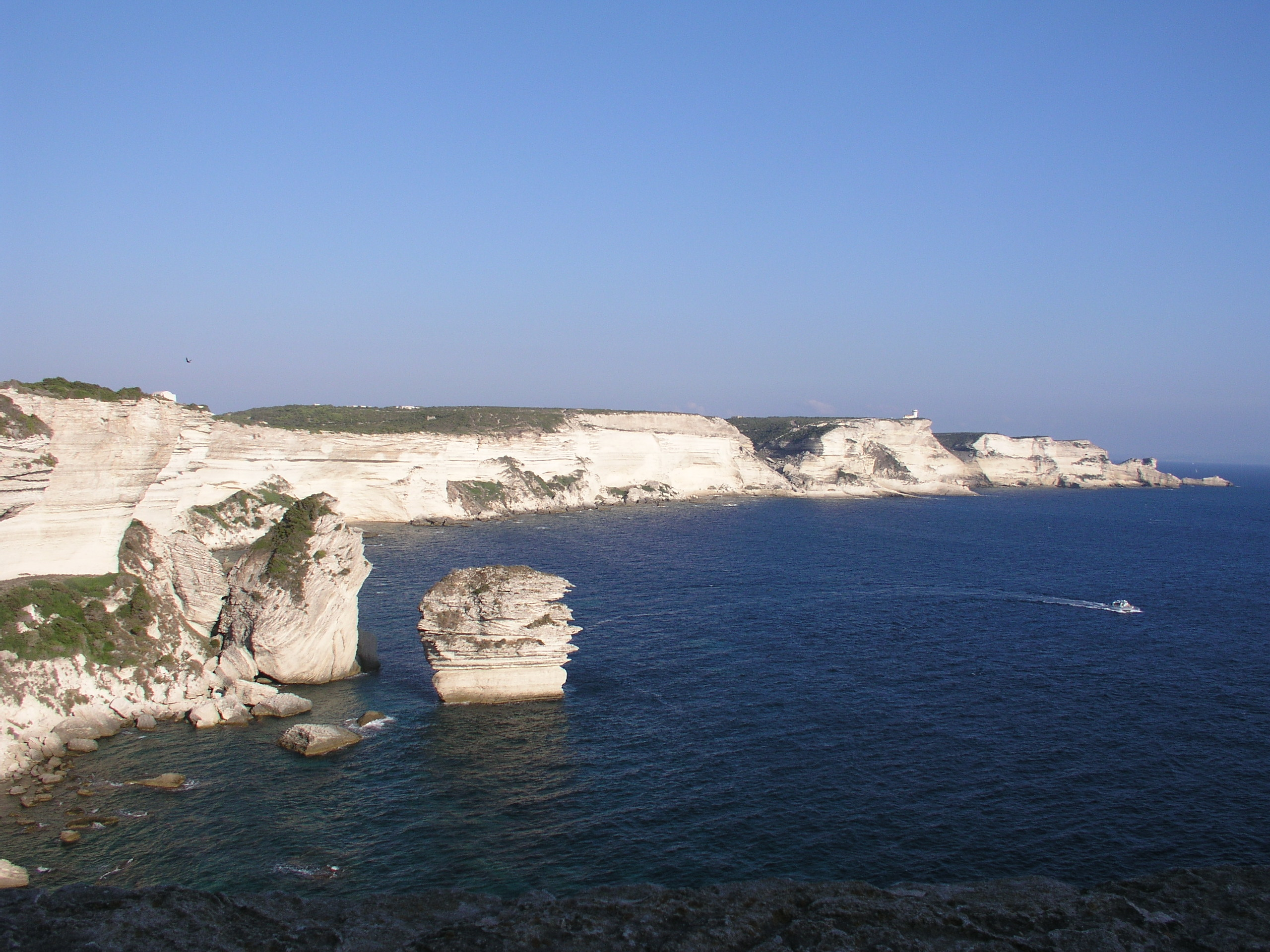
المضيق كما يبدو من الساحل الكورسيكي.

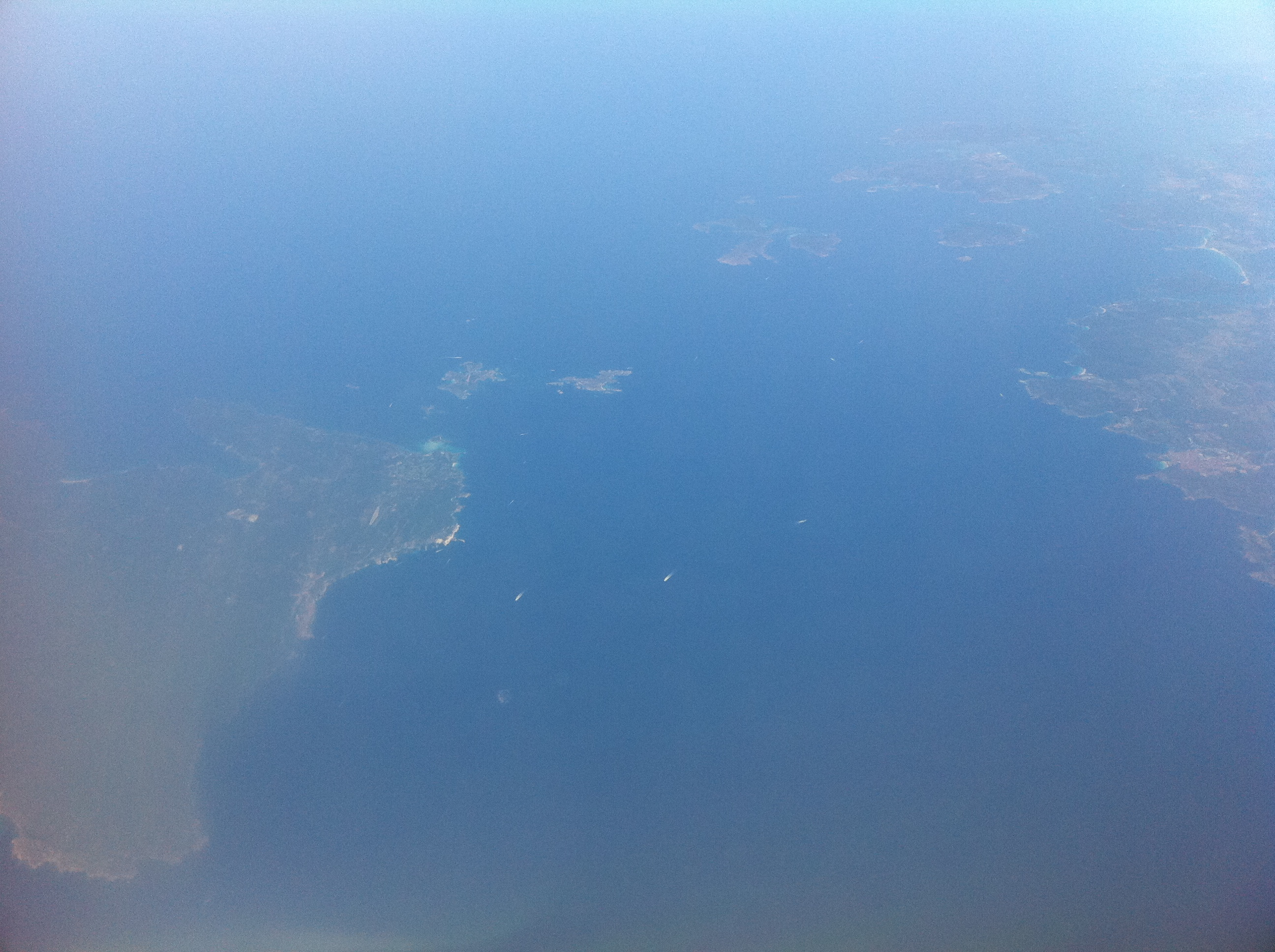
المضيق كما يظهر من الجو.

## أنظر أيضًا
- البحر الأبيض المتوسط
- جزيرة كورسيكا
- جزيرة سردينيا